# A Black Hand Elopement
A Black Hand Elopement è un cortometraggio muto del 1913 prodotto dalla Selig. Il nome del regista non viene riportato nei credit del film.

## Produzione
Il film fu prodotto dalla Selig Polyscope Company.

## Distribuzione
Distribuito dalla General Film Company, il film - un cortometraggio di una bobina - uscì nelle sale cinematografiche statunitensi il 22 gennaio 1913.